# Ue–28
Az Ue–28 magyar gyártmányú, keskenynyomközű (500 vagy 600 mm nyomtávolságú) dízelmozdony. A mozdonyokat a Békéscsabai Téglagyári Egyesülés gyártotta téglagyárak részére. A jármű nagyon hasonlít és gépészetileg szinte megegyezik a Vörös Csillag Traktorgyár által gyártott UE–28-as traktorokra, melyeket már az 1950-es évek elején kezdtek gyártani. A mozdonyok 1960 és 1968 közötti években készültek. A jármű erőforrása a Csepel DT–213c típusú kéthengeres vízhűtéses dízelmotor. A típus egyvezetőállásos, gyárilag nyitott, ám később sokukat a különböző végfelhasználók zárt kivitelűre alakították át. Gyári színe kizárólag szürke és világoskék volt. Egyéb színváltozatait már az utólagos felújításoknál kapta.

## A mozdony szerkezeti felépítése

### Hajtásrendszere, motorja
A mozdony motorja Csepel Autógyár által gyártott DT–213c típusú dízelmotor. A váltója gyárilag GAZ–51-es teherautó sebességváltója, de előfordult Żuk váltóval szerelt jármű is. A váltó után a hajtásban a Szolnoki Mezőgép által készített irányváltó következik, melyben Zetor 25K alkatrészeket használtak fel, ami aztán 28B-1-es lánccal hajt le a hátsó tengelyre. Az első tengely áthajtó lánccal van meghajtva a hátsó tengelyről ami szintén 28B-1-es. Névleges motor fordulatszáma 1650/perc Összlökettérfogata: 2661 cm³.

### Fékje
A jármű fékje tuskós kézifék, mely a hátsó tengelyt fékezi, de az áthajtó lánc miatt az első tengelyre is hat.

## A jármű jelene
Ma már csak Kemencén, a Gödöllői Erdei Vasúton, a Szeged melletti Fehér-tavi Halgazdasági Vasúton és Henryxcityben a Magyar westernvárosban üzemel ilyen mozdony. Előbbin különleges alkalmakkor könnyebb személyvonatokat továbbít, utóbbin pedig a mindennapi teherszállítás (halszállítás) fő vontatójárműve.
A békéscsabai Alföldi Kerti Gazdasági Vasutakon is található két példány, amik a makói téglagyárban dolgoztak. Érdemes még megemlíteni, hogy a kemencei felújított Ue-28-as mozdony jelenleg az egyetlen gyári és egyben utolsó használati állapotú mely működik is.

###### Képek

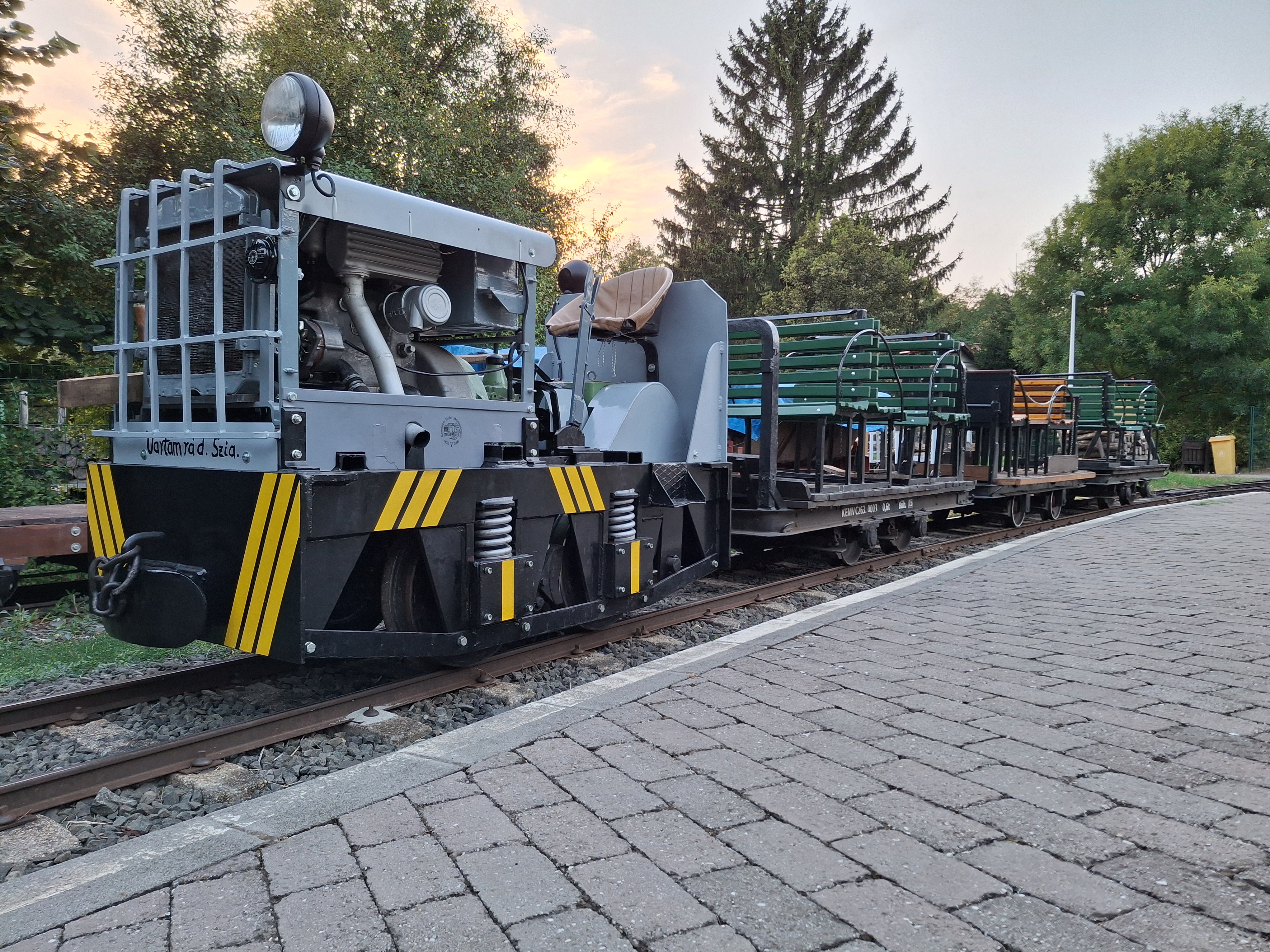
Egy 1966-os gyári állapotú Ue-28 a Kemencei Erdei Múzeumvasúton 2024 Augusztusában.